# (13128) Aleppo
(13128) Aleppo ist ein Asteroid des Hauptgürtels, der am 12. August 1994 vom belgischen Astronomen Eric Walter Elst am La-Silla-Observatorium (IAU-Code 809) der Europäischen Südsternwarte in Chile entdeckt wurde.
Der Asteroid wurde am 29. August 2015 nach der Stadt Aleppo im Norden Syriens benannt, die durch ihre Lage an der Kreuzung zweier Handelsstraßen als Fernhandelsplatz seit dem Ende des 19. Jahrhunderts v. Chr. Erwähnung findet.